# Merete Bodelsen
Merete Christiane Bodelsen, født Christensen (8. december 1907 i London, død 6. maj 1986 i Gentofte) var en dansk kunsthistoriker, gift med C.A. Bodelsen og moder til Anders Bodelsen. Hun var sammen med sin mand aktiv i modstandsbevægelsen (Frit Danmark).
Merete Bodelsen var datter af ingeniør Poul F. Christensen og hustru Adolphe f. Hansen, blev student fra H. Adlers Fællesskole 1926, studerede kunsthistorie ved Københavns Universitet og var på rejser i England, Tyskland, Frankrig, Spanien, Italien og USA. Hun var redaktionssekretær ved Nyt Tidsskrift for Kunstindustri 1929-31, medarbejder ved Dansk biografisk Leksikon og ved Thieme und Beckers Künstlerlexikon, redaktør af 3. udgave af Weilbachs Kunstnerleksikon I-III (sammen med Povl Engelstoft 1943-52) og redigerede Kunstindustrimuseets Virksomhed II (1960), III (1964) og IV (1969).
Bodelsen blev tildelt Robert Hirschsprungs Mindelegat for Kunsthistorikere 1939 og 1958, ærespris fra C.L. Davids Fond 1961 og fra Overretssagfører L. Zeuthens Mindelegat 1967. Hun var medlem af Modstandsbevægelsens kunstneriske Udvalg 1945, næstformand i bestyrelsen for Forening for Boghaandværks Københavnsafd. 1946-53, medlem af Komiteen for godt Bogarbejde 1950-52, af bestyrelsen for Tagea Brandts Rejselegat fra 1960 og for L. Zeuthens Mindelegat fra 1969 samt dansk kommissær for Europarådets udstilling i Paris 1960 »Les Sources du XXe Siécle«.

## Værker
- Dansk kunsthistorisk Bibliografi (sammen med Aage Marcus, 1935)
- Karl Madsen Bibliografi (1939)
- Dansk Keramik (sammen med Sigurd Schultz, Samleren, 1939)
- Emil Hannover Bibliografi (1942)
- Fransk Kunst. En Bibliografi til den dansk-franske Kunstforbindelse (sammen med Dyveke Brun, 1943)
- Ludvig Find (1943)
- Amerika i Dag (sammen med C.A. Bodelsen, 1945)
- Stilsøgen i 90'ernes danske Malerkunst (i Strejflys over dansk Malerkunst, Statsradiofoniens grundbøger, 1948)
- Patrick Nordström 1870-1929. En studie i hans keramik (1956)
- Foreign Artists in Denmark (i Festskrift til Professor Hans Vollmer, Leipzig 1957)
- Willumsen i Halvfemsernes Paris (1957)
- Tradition og stilskifte i dansk stentøj (i særnummer af Porslin 1960)
- Gauguin Ceramics in Danish Collections (1960)
- Gauguin's Ceramics. A Study in the Development of his Art (London, 1964)
- Toulouse-Lautrec's Posters. Catalogue and Comments (1964)
- Ib Andersen (sammen med Thorkild Hansen, 1967)
- Gauguin og Impressionisterne (udg. af Kunstforeningen 1968)
- artikler bl.a. i Gazette des Beaux-Arts (1959, 1961) og The Burlington Magazine (1957, 1959, 1962-63, 1965-68, 1970)